# Théorème de Sard
Le théorème de Sard, connu aussi sous le nom de lemme de Sard[réf. nécessaire] ou théorème de Morse-Sard[réf. nécessaire], est un résultat de mathématiques qui donne des informations sur l'image K de l'ensemble des points critiques d'une fonction suffisamment régulière d'un espace euclidien vers un autre. Le théorème énonce que l'ensemble K est alors négligeable pour la mesure de Lebesgue.
Ce théorème est un des résultats fondamentaux de la topologie différentielle, puisque c'est sur lui que s'appuient les arguments de transversalité ou de généricité (en) (études de position générale).

## Explication intuitive

Exemple d'un graphe d'une fonction (en orange). En bleu, les valeurs critiques.

Considérons une fonction continue, dérivable et dont la dérivée est également continue (on dira que la fonction est de classe C1). La figure sur la droite montre le graphe d'une telle fonction. La dérivée de cette fonction s'annule parfois. Les points x où la dérivée f'(x) s'annule s'appellent des points critiques. Maintenant, considérons l'ensemble K des images f(x) de ces points critiques x. L'ensemble K est représenté par les points bleus dans la figure. Le théorème de Sard dit alors que cet ensemble est négligeable. On dit encore qu'il est de mesure nulle. Sur l'exemple, cet ensemble K est constitué de trois points.
Attention, l'ensemble des points critiques, lui, peut être non négligeable. D'ailleurs sur l'exemple, la dérivée s'annule sur tout un intervalle de mesure non nulle.

## Énoncé
On considère une fonction f définie sur un ouvert U de {\displaystyle \mathbb {R} ^{n}}, à valeurs dans {\displaystyle \mathbb {R} ^{m}}, et de classe {\displaystyle C^{r}}. On appelle points critiques les points en lesquels l'application différentielle de f est non surjective, et valeurs critiques les images des points critiques. Les valeurs non critiques sont dites régulières (qu'elles soient des valeurs effectivement prises par f ou non). Avec ces notations, le théorème de Sard s'énonce comme suit.
Théorème de Sard — Si {\displaystyle r>\max(0,n-m)}, alors l'ensemble des valeurs critiques est négligeable pour la mesure de Lebesgue.
En revanche, l'ensemble des points critiques peut ne pas être négligeable. D'ailleurs si {\displaystyle n<m}, tous les points sont critiques, mais l'ensemble image de f sera quand même de mesure nulle.
Il résulte notamment du théorème que l'ensemble des valeurs régulières est dense dans {\displaystyle \mathbb {R} ^{m}}, un fait déjà prouvé par A. Brown en 1935, d'où le nom de théorème de densité de Sard (ou de Sard-Brown) parfois donné au théorème.
Le cas m = 1 a été prouvé par Anthony Morse (en) en 1939, et le cas général par Arthur Sard en 1942. 

## Extension en dimension infinie
Une version du théorème valable pour les espaces de Banach de dimension infinie a été prouvée par Stephen Smale en 1965,. Toutefois, plusieurs éléments doivent être aménagés. Ainsi, si la notion de mesure de Lebesgue ne fait plus sens dans ce contexte, il est possible d'utiliser à la place une formulation en termes d'ensembles maigres ou comaigres. En outre, l'application à considérer doit être de Fredholm, c'est-à-dire qu'en tout point, sa différentielle est un opérateur de Fredholm dont l'indice jouera le rôle dévolu à la différence n-m dans le théorème de Sard. L'énoncé, écrit dans le cadre des variétés, est le suivant :
Théorème de densité de Smale — Si X et Y sont deux variétés de classe {\displaystyle C^{r}}, X étant un espace de Lindelöf et si {\displaystyle f:X\to Y} est une application de Fredholm, elle aussi  de classe {\displaystyle C^{r}}, avec {\displaystyle r>\max(0,\mathrm {Ind} T_{x}f)} pour tout x, alors l'ensemble des valeurs régulières
est comaigre (et notamment dense).